# Shitagi

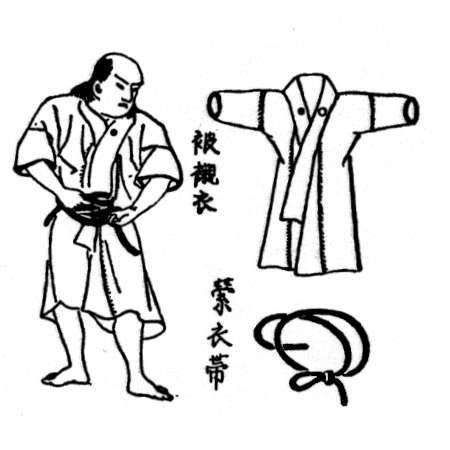
Antica stampa su legno giapponese di un samurai che indossa uno shitagi.

Lo shitagi (下着? let. "sottovestiario", anche gusoku shita) è un tipo di camicia indossata dalla classe dei samurai del Giappone feudale quando indossavano un'armatura completa.
Lo shitagi era il secondo indumento da indossare, secondo solo al fundoshi (perizoma giapponese). Lo shitagi era come un kimono corto con un bottone al collo e un sottile cordino in vita (obi).
Esistono diversi tipi di shitagi. Lo shitagi sarebbe stato indossato come se fosse un kimono, la mano sinistra sarebbe stata infilata prima nella manica, poi la destra, il collo sarebbe stato poi abbottonato e infine il cordino in vita allacciato dietro.
Nell'uso comune e moderno della lingua giapponese, tuttavia, "shitagi" significa solo biancheria intima.

## Galleria d'immagini

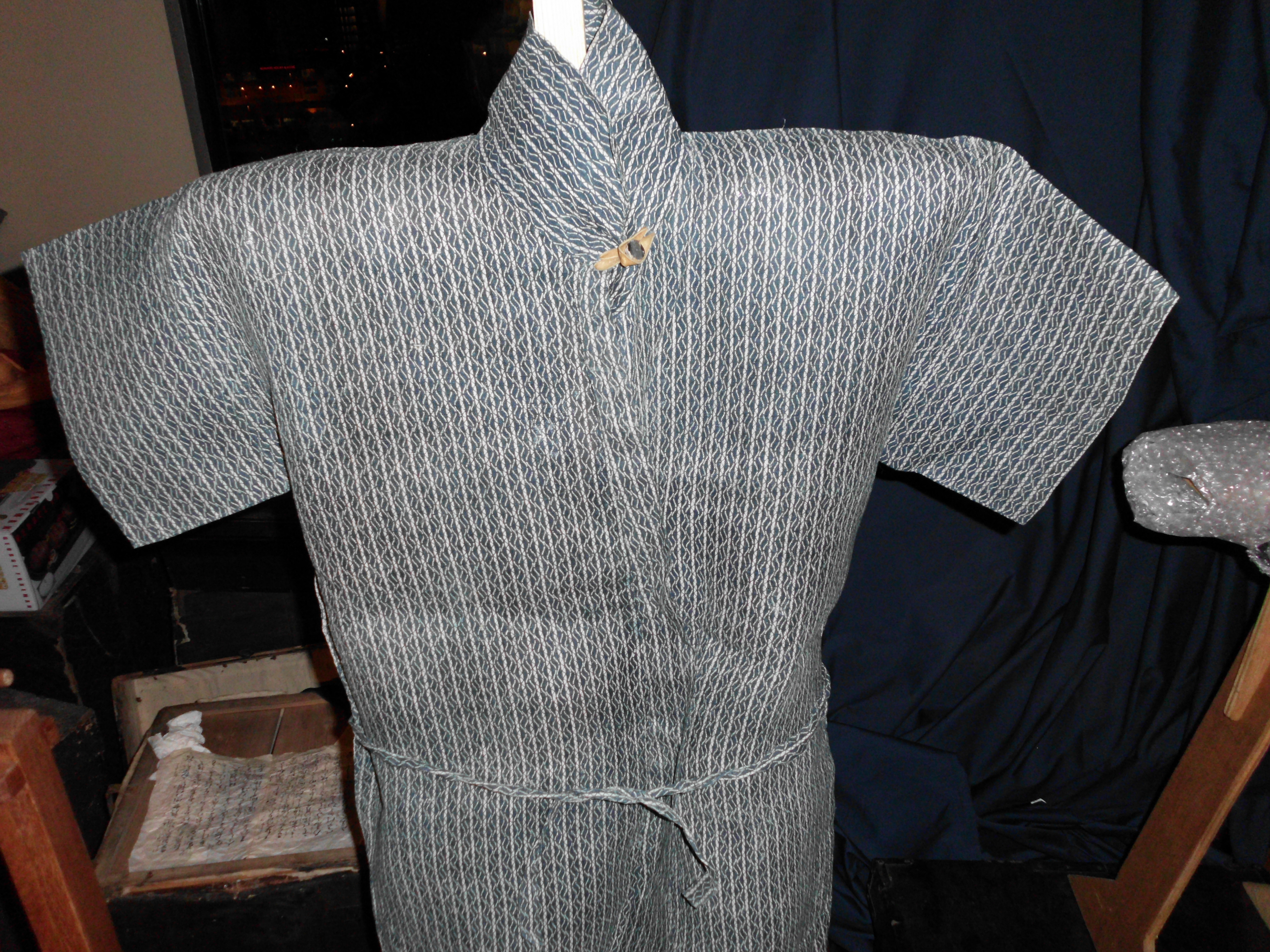
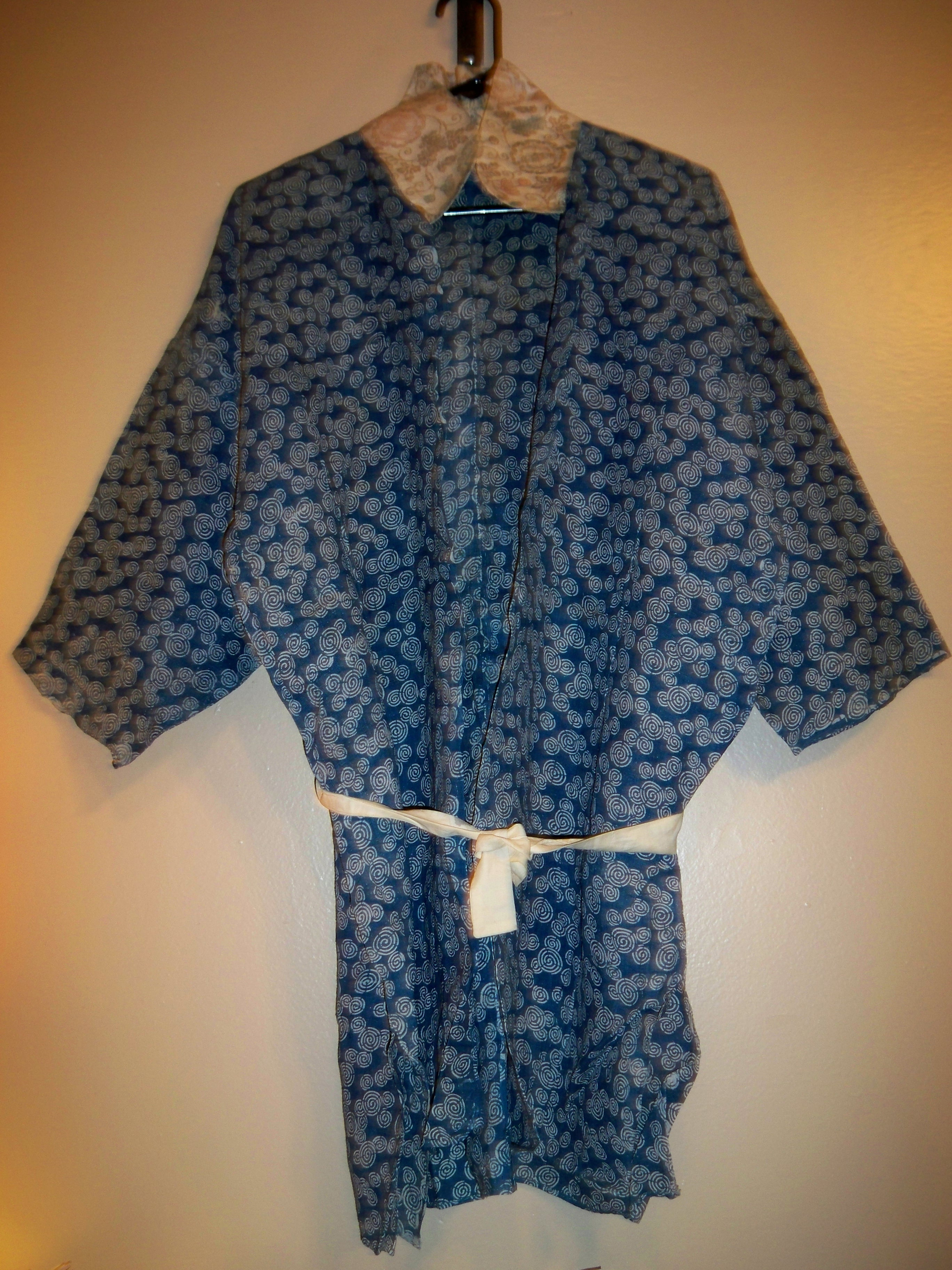